# 六道
六道（ろくどう、りくどう、梵: ṣaḍ-gati）とは、仏教において、衆生がその業の結果として輪廻転生する6種の世界（あるいは境涯）のこと。六趣、六界ともいう。 gati は「行くこと」「道」が原意で、「道」「趣」と漢訳される。
六道には下記の6つがある：
- 天道（てんどう、天上道、天界道とも）
- 人間道（にんげんどう）
- 修羅道（しゅらどう）
- 畜生道（ちくしょうどう）
- 餓鬼道（がきどう）
- 地獄道（じごくどう）

このうち、天道、人間道、修羅道を三善趣（三善道）といい、畜生道、餓鬼道、地獄道を三悪趣（三悪道）という。ただし修羅道を悪趣に含めて四悪趣（四悪道、四趣）とする場合もある。六道から修羅道を除いて（修羅道を地獄道におさめて）五道（五趣）とすることもある。

## 六道一覧
天道
天道は天人が住まう世界。天人は空を飛ぶことができ、享楽のうちに生涯を過ごすが、死を迎えるときは5つの変化と苦しみが現れ、これを五衰（天人五衰）と称し、体が汚れて悪臭を放ち、脇の下から汗が出て自分の居場所を好まなくなり、頭の上の髪飾りが萎み、楽しみが味わえなくなる。天の中の最下級のものは三界のうち欲界に属し、中級のものは色界に属し、上級のものは無色界に属する。
人間道
人間道は人間が住む世界。四苦八苦に悩まされる。『往生要集』の「厭離穢土」では「苦しみの相」・「不浄の相」・「無常の相」と、三つの相があると記されている。地表の世界。三界のうち欲界に属する。
修羅道
修羅道は阿修羅が住み、終始戦い争うために苦しみと怒りが絶えない世界。
畜生道
畜生道は鳥・獣・虫など畜生の世界。種類は約34億種で、苦しみを受けて死ぬ。地表の世界。三界のうち欲界に属する。本能のままに生き、弱肉強食の世界であり、常に強者に怯え続けなくてはならない。近親相姦、尊属殺人などの行為をも行う。
餓鬼道
餓鬼道は餓鬼の世界。腹が膨れた姿の鬼になる。『正法念処経』で餓鬼は36種類に分類されている（詳細は『餓鬼#正法念処経』を参照）。旧暦7月15日の施餓鬼は餓鬼を救うために行われる。地表の世界。三界のうち欲界に属する。
地獄道
地獄道は罪を償わせるための世界。地下の世界で、『往生要集』などでも、「上下に八層重なっている」と記述されている。三界のうち欲界に属する。詳細は地獄を参照。

## 歴史

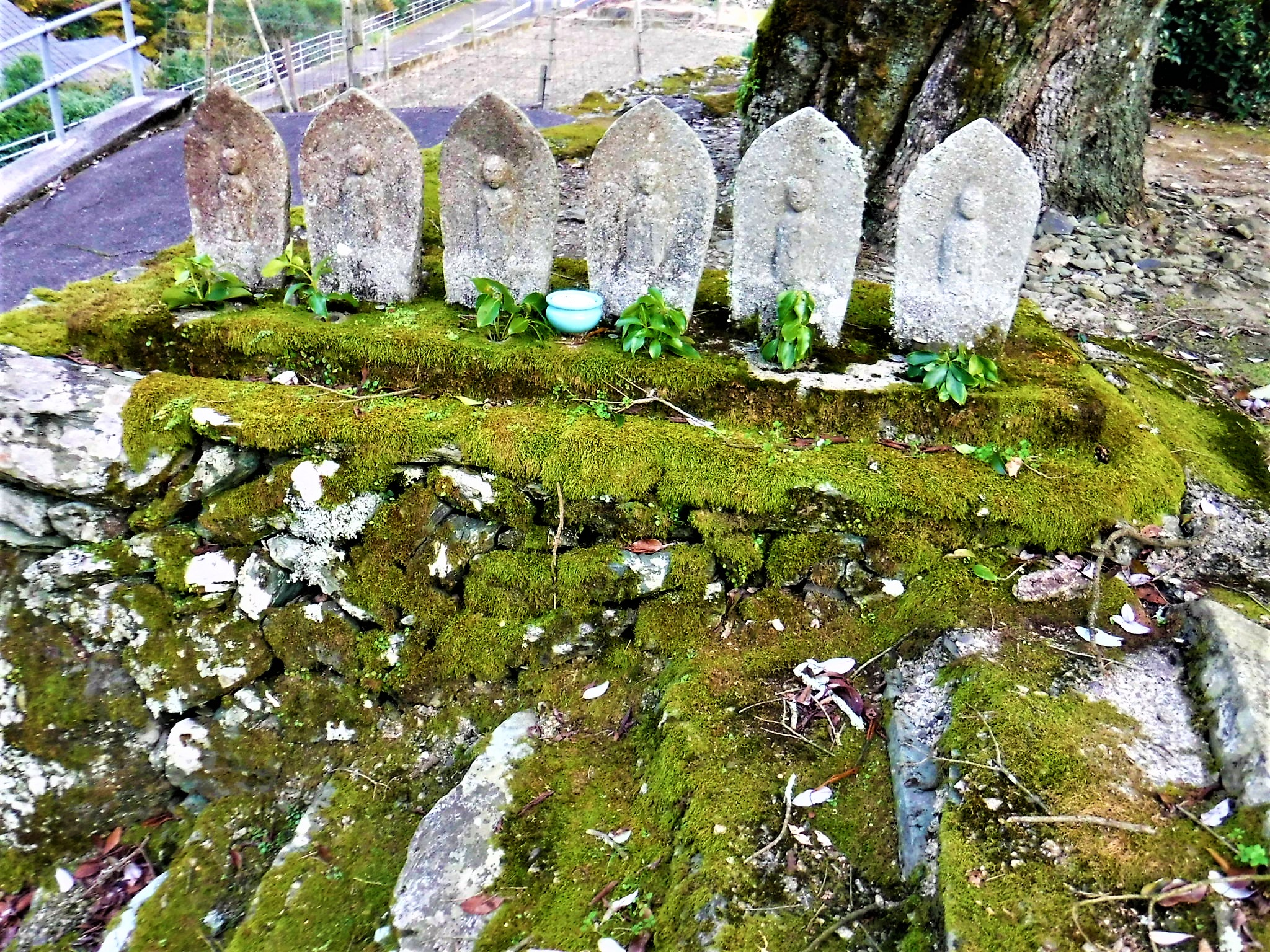
六地蔵

初期仏教では、地獄・餓鬼・畜生・人・天を五道とし、修羅はなかった。つまり五道の方が六道より古い概念とされる。これは当初、修羅（阿修羅）が、天や餓鬼に含まれていたもので、大乗仏教になってから天および餓鬼から修羅が派生して六道となった。
インド・中国起源ではないが、日本では11世紀ころ、六道の各々に配当された六地蔵が各所に祀られ、大いに庶民から信仰された。

## 観音信仰
観音菩薩の導きで六道世界より救われるという観音信仰がある。その六つの世界に応じたそれを六観音とよび天台宗と真言宗とでは、人間道のそれが不空羂索観音と准胝観音とで異なっている。七観音とよばれるものは、この二観音を含めたものである。
| 六道   | 真言宗の六観音 | 天台宗の六観音 |
| ------ | -------------- | -------------- |
| 天道   | 如意輪観音     | 如意輪観音     |
| 人間道 | 准胝観音       | 不空羂索観音   |
| 修羅道 | 十一面観音     | 十一面観音     |
| 畜生道 | 馬頭観音       | 馬頭観音       |
| 餓鬼道 | 千手観音       | 千手観音       |
| 地獄道 | 聖観音         | 聖観音         |

## 六道輪廻図
六道輪廻図ではそれぞれ、
- 怪物と骸骨 - 無常大鬼
- 外周の円環 - 人の行い（十二因縁）

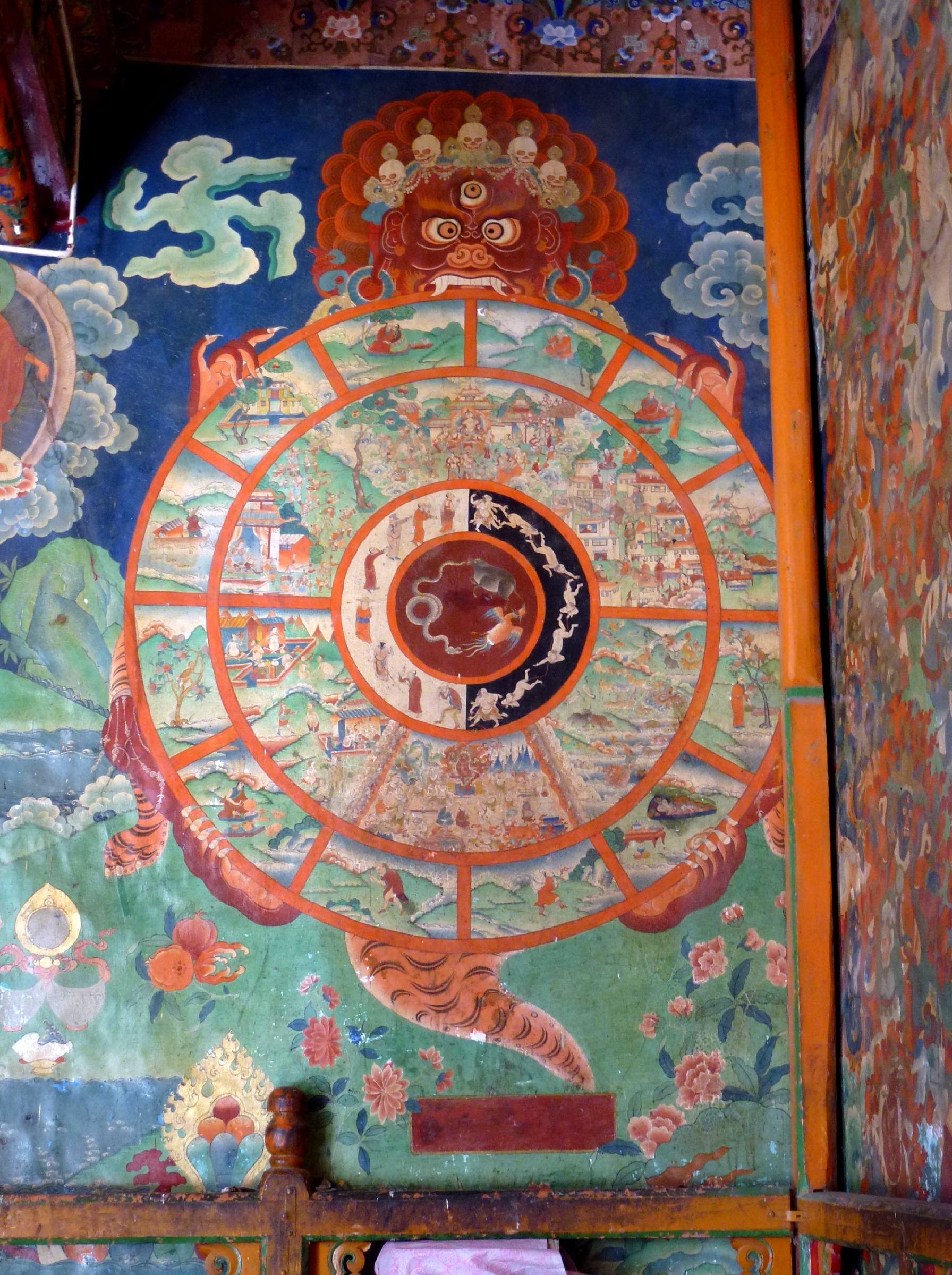
六道輪廻図（ラサのセラ寺）

- 次の内側円環 - 六道（上半分が天道・人道・修羅道の三善趣。下半分が畜生道・餓鬼道・地獄道の三悪趣）
- 最も内側の円環 - 人（右半分が悪行により地獄道に落ちる姿、左半分は善行により天道に行く姿）
- 中心の円 - 貪（鳥）・瞋（蛇）・癡（豚）の三毒

を表している。